# Fouquerolles
Fouquerolles é uma comuna francesa na região administrativa de Altos da França, no departamento de Oise. Estende-se por uma área de 10,21 km². Em 2010 a comuna tinha 287 habitantes (densidade: 28,1 hab./km²).